# 1993 LG2
1993 LG2 är en asteroid i huvudbältet som upptäcktes den 15 juni 1993 av den amerikanske astronomen Henry E. Holt vid Palomarobservatoriet.
Asteroiden har en diameter på ungefär 17 kilometer. 